# Cubitofusa seydeli
Cubitofusa seydeli är en fjärilsart som beskrevs av László Anthony Gozmány. Cubitofusa seydeli ingår i släktet Cubitofusa och familjen äkta malar. Inga underarter finns listade i Catalogue of Life.